# Nicrophorus montivagus
Nicrophorus montivagus là một loài bọ cánh cứng trong họ Silphidae được miêu tả bởi Lewis in 1887.